# Meza (tributario del bacino di Gor'kij)
La Meza (in russo Меза?) è un fiume della Russia europea centrale, tributario del bacino di Gor'kij. Ha la sua sorgente nel Zavolžskij rajon dell'oblast' di Ivanovo e poi scorre nei rajon Sudislavskij e Kostromskoj dell'oblast' di Kostroma. Prima del riempimento del bacino era un affluente della Kostroma.

## Descrizione
Il fiume scorre per quasi tutto il suo corso in direzione nord-ovest, nel basso corso svolta a sud-ovest. Sfocia nella baia di Kostroma del bacino di Gor'kij sul Volga. Il fiume ha una lunghezza di 125 km, l'area del suo bacino è di 901 km².